# Izmjeničnolisna žutina
Izmjeničnolisna žutina (pomama, vraničnik, lat. Chrysosplenium alternifolium), višegodišnja je biljka iz porodice Saxifragaceae .

## Raširenost
Raste u Sjevernoj i Srednjoj Europi, Sjevernoj Americi, mnogim dijelovima Azije (Malezija, Mongolija, Kina, Japan). U Alpama se diže na do 2000 metara iznad razine mora i prodire do Arktika.
Raste po vlažnim i sjenovitim mjestima, u šumama pokraj jaraka, između grmlja na livadama ,na plavljenim mjestima, uz rijeke, jezera i potoke, po močvarama. Preferira tlo bogato mineralima i humusom .

## Opis
Rhizom tanak, svjetlo smeđi, s brojnim lateralnim korijenima.
Ima po Jednu stabljiku, rijetko nekoliko, uspravnu, visoka 5-15 cm, gola ili ispod s rijetkim dlakama, s 1-3 alternativna lista.
Listovi su alternativni, mesnati, svijetlo zeleni. 

## Kemijski sastav
Nadzemni dio biljke sadrži ugljikohidrate ( sedoheptulozu ) leukoantocianidine. Listovi sadrže fenole i njihove derivate(arbutin do 0,56%).

## Jestivost i primjena u narodnoj medicini
Posve mladi listovi i peteljke se mogu koristiti kao povrće .
U narodnoj medicini različitih naroda, biljka se koristi kao protupalno sredstvo, diuretik, ekspektorans, djeluje adstrigentno, hemostatski, tonik je, stimulira apetit.